# Mont Mallet
Le mont Mallet est un sommet du massif du Mont-Blanc, qui culmine à 3 989 mètres d'altitude, près de l'arête de Rochefort.
Il est séparé des Périades, au nord, par le col du Mont-Mallet. Leur crête commune sépare le glacier des Périades, à l'ouest, du glacier du Mont-Mallet, à l'est.

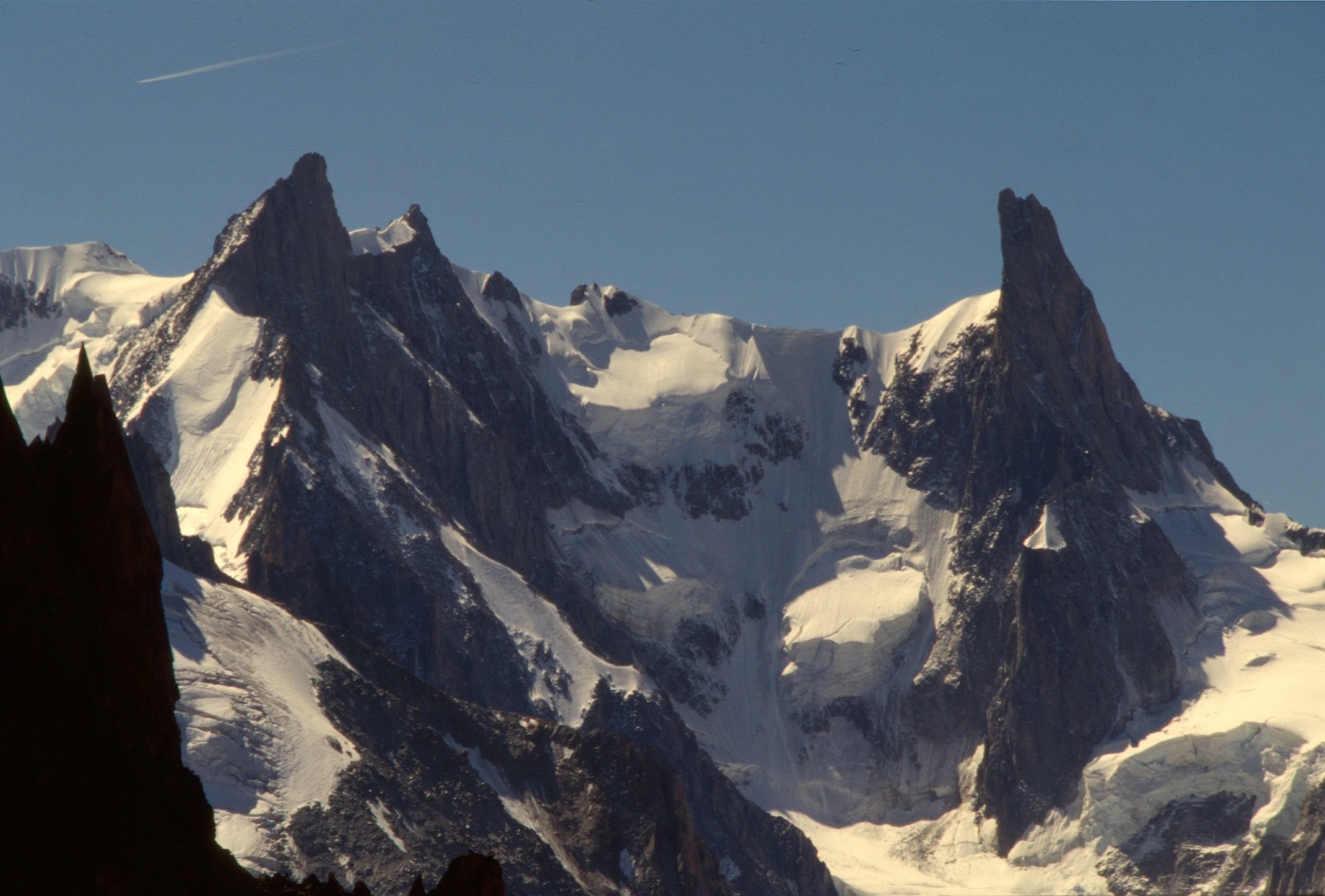
Le mont Mallet (à gauche) et la dent du Géant (à droite) vus depuis le nord.